# علی‌اکبر صفایی فراهانی
علی‌اکبر صفایی فراهانی (۱۳۱۸ – ۲۶ اسفند ۱۳۴۹) از رهبران و اعضای بنیانگذار سازمان چریکهای فدایی خلق و فرماندهٔ نظامی تیم جنگل در عملیات سیاهکل بود.

## زندگی و فعالیت‌ها
علی‌اکبر صفایی فراهانی در سال ۱۳۱۸ در تهران به دنیا آمد. پس از تحصیلات ابتدایی وارد هنرستان صنعتی تهران شد. وی در این دوران هم‌زمان با تحصیل به کار در چاپخانه پرداخت. صفایی فراهانی در دوران تحصیل در هنرستان با سعید کلانتری آشنا شد و به همراه وی و جلیل انفرادی به مطالعه پرداخته و گروه کوهنوردی کاوه را به وجود آوردند. پس از پایان تحصیل در هنرستان صنعتی در سال ۱۳۴۲ به ساری رفته و در هنرستان این شهر به تدریس مشغول شد. وی در ساری با عباس مفتاحی آشنا شد.
در سال ۱۳۴۵ از طریق سعید کلانتری با گروه جزنی-ضیاءظریفی ارتباط پیدا کرد و در تهران وارد دانشگاه علم و صنعت شد و در رشتهٔ مهندسی کشاورزی به تحصیل پرداخت. پس از مدتی تعقیب و گریز، در تابستان ۱۳۴۷ به همراه چهار رفیق دیگرش (از جمله محمد صفاری آشتیانی) از ایران خارج شدند تا به منظور کسب تجربهٔ انقلابی در یک جنبش مسلحانه به فلسطین بروند. با این حال در عراق دستگیر شدند و تا سرنگونی رژیم عراق، چند ماه را در زندان عراق بودند. پس از آزادی از طریق سوریه خود را به فلسطین رساندند و جبههٔ آزادی‌بخش فلسطین (الفتح) شدند.
در سازمان الفتح، فرماندهی یک گروه هشت نفره به صفایی فراهانی سپرده شد. پس از چندی با کد انقلابی ابو عباس به فرماندهی یکی از پایگاه‌های الفتح رسید و حوزهٔ نفوذش به ۴۰ و سپس به ۱۵۰ نفر افزایش می‌یابد و در نهایت فرمانده منطقهٔ شمال فلسطین شد. با این تجربیات در تابستان ۱۳۴۸ به صورت غیرقانونی به ایران بازگشت و زندگی مخفی خود را آغاز کرد. صفایی فراهانی در شرایطی که ارتباطی با گروه درون ایران نداشت، درصدد بازیابی رفقای قدیمی خود برآمد تا یک جنبش روستایی را سازمان دهد. با این حال در برخورد با اعضای گروه، آن‌ها را آماده می‌بیند؛ بنابراین با مشاهدهٔ شرایط امیدوارکنندهٔ گروه بار دیگر به فلسطین بازگشت تا ملزومات جنگی و مهمات انجام عملیات را به ایران وارد کند.
در بهار ۱۳۴۹ به همراه محمد صفاری آشتیانی به ایران بازمی‌گردد تا به گروه سر و سامان بدهد و اسلحه و مهمات لازم را نیز به ایران منتقل کند. در شهریور ماه با گروهی ۶ نفره که تیم کوه نامیده می‌شد، (متشکل از مهدی اسحاقی، جلیل انفرادی، هادی بنده‌خدا لنگرودی، محمدرحیم سماعی و یک نفر دیگر) از درهٔ مکار در نزدیکی چالوس اردوی آمادگی و آموزشی را برای انجام عملیات آغاز کرد. در ۱۹ بهمن ۱۳۴۹ عملیات سیاهکل با حمله به پاسگاه ژاندارمری سیاهکل صورت گرفت.

## دستگیری و تیرباران
در جریان عملیات سیاهکل، هوشنگ نیری از ناحیهٔ دست زخمی شد و صفایی فراهانی و جلیل انفرادی به همراه یک چریک دیگر برای نجات وی از کوه به شهر آمدند. در این زمان در یک خانهٔ روستایی در روستای چهل‌ستون در نزدیکی سیاهکل توسط کدخدا و چند تن از روستاییان دستگیر شده و به ژاندارمری تحویل داده شد. وی به زندان اوین در تهران منتقل شد و تحت بازجویی قرار گرفت. صفایی فراهانی در بازجویی به حسینی رئیس زندان و بازجوی ساواک گفته بود:
شما اشتباه می‌کنید، ما شکست نخورده‌ایم. در فردای تیرباران ما پژواک پیروزی سیاهکل در فضای ایران طنین‌انداز خواهد گشت.
علی اکبر صفایی فراهانی سرانجام در روز ۲۶ اسفند ۱۳۴۹ به همراه دیگر چریک‌های فدایی که پس از عملیات توسط ساواک دستگیر شده‌بودند، در میدان تیر چیتگر تهران تیرباران شد. محل دفن وی در قطعه ۳۳ بهشت زهرا در تهران است.

## آثار
- آنچه یک انقلابی باید بداند